# Valkenswaard Challenger 1987
Il Valkenswaard Challenger 1987 è stato un torneo di tennis facente parte della categoria ATP Challenger Series nell'ambito dell'ATP Challenger Series 1987. Il torneo si è giocato a Valkenswaard in Paesi Bassi dal 18 al 22 novembre 1987 su campi in sintetico indoor.

## Vincitori

### Singolare
Christian Saceanu ha battuto in finale  Menno Oosting con il punteggio di 2–6, 6–4, 6–4

### Doppio
Michiel Schapers /  Huub van Boeckel hanno battuto in finale  Peter Carter /  Leif Shiras con il punteggio di 3–6, 6–3, 6–2